# Rhynchostegium subrotundum
Rhynchostegium subrotundum là một loài Rêu trong họ Brachytheciaceae. Loài này được (Hampe) A. Jaeger miêu tả khoa học đầu tiên năm 1878.